# Tiger Mask W
Tiger Mask W (タイガーマスクW?, Taigā Masuku Daburu) è una serie televisiva anime basata sul manga L'Uomo Tigre di Ikki Kajiwara e Naoki Tsuji, prodotta da Toei Animation e diretta da Toshiaki Komura.
È stata prodotta in 38 episodi, trasmessi per la prima volta su TV Asahi a partire dal 1º ottobre 2016, 47º anniversario della prima della serie originale. Rientra nelle iniziative per festeggiare i sessant'anni di attività della casa produttrice. La New Japan Pro-Wrestling ha partecipato attivamente al progetto e al suo interno ci sono diversi camei di atleti della federazione in versione anime.

## Trama
La storia è ambientata oltre quarant'anni da quando Naoto Date scomparve misteriosamente dopo aver ucciso il suo acerrimo nemico Tiger the Great in un brutale death match. Naoto Azuma e Takuma Fujii sono due giovani uniti dalla passione per il puroresu e per questo frequentano entrambi la piccola palestra Zipangu Pro-Wrestling gestita da Daisuke Fujii, il padre del secondo. Tuttavia, le loro vite vengono drammaticamente sconvolte un giorno in cui, durante un match organizzato dalla GWM (Global Wrestling Monopoly), una potente federazione di wrestling americana, il malvagio Yellow Devil sconfigge senza pietà Daisuke, lasciandolo invalido e condannando così la Zipangu alla rovina.
In cerca di vendetta, i due ragazzi finiscono per prendere strade diverse. Naoto, dopo aver scoperto come dietro l'immagine apparentemente pulita della GWM si nasconda in realtà la rinata Tana delle Tigri, che ha ora la sede centrale negli Stati Uniti e non è più un'organizzazione criminale, viene preso sotto l'ala protettiva di Kentaro Takaoka, ex wrestler di Tana delle Tigri e fraterno amico di Naoto Date, ormai anziano e con una gamba lesa per tornare a combattere, che dopo averlo addestrato alle pendici del Fuji lo sceglie come nuovo Tiger Mask e lo fa entrare nella New Japan Pro-Wrestling, rassicurandolo che in questo modo riuscirà prima o poi a spingere l'organizzazione a mandargli contro i suoi migliori wrestler, incluso Yellow Devil. Di contro Takuma, dopo aver subito un infortunio, fa perdere le sue tracce e, nella speranza di trovare a sua volta Yellow Devil, sceglie di unirsi lui stesso all'organizzazione, dove viene scelto per ereditare il nome di Tiger the Dark.

## Produzione e trasmissione
Il 3 marzo 2016, il proprietario della New Japan Pro-Wrestling, Takaaki Kidani, annunciò che era in cantiere un nuovo adattamento anime del manga Tiger Mask di Ikki Kajiwara e Naoki Tsuji, prodotto in collaborazione con Toei Animation e con l'intento di diffonderlo anche al di fuori del Giappone. La nuova serie è stata diretta da Toshiaki Komura, con la collaborazione di Katsuhiko Chiba nella supervisione della sceneggiatura. Hisashi Kagawa si è occupato del design dei personaggi, mentre Junichi Hayama ha diretto le animazioni d'azione. Yoshito Watanabe è stato accreditato per il ruolo di direttore artistico, mentre Yasuharu Takanashi e -yaiba- hanno curato la colonna sonora.
L'anime è andato in onda su TV Asahi dal 1º ottobre 2016, 47º anniversario della prima del prequel, al 1º luglio 2017, per un totale di 38 episodi trasmessi. Il gruppo musicale Shōnan no Kaze ha interpretato sia la sigla di apertura Ike! Tiger Mask (行け!タイガーマスク?), nuova versione della stessa de L'Uomo Tigre di Hideyo Morimoto, che quella di chiusura King of the Wild. Crunchyroll ha pubblicato in simulcast gli episodi della serie in varie parti del mondo.

## Promozione
In concomitanza con la prima della serie, la New Japan Pro-Wrestling propose una versione live action di Tiger Mask W, interpretato da Kōta Ibushi, il 10 ottobre 2016, al suo evento speciale "King of Pro Wrestling". Da allora, interpretati rispettivamente da Joe Robinson e ACH, Red Death Mask e Tiger the Dark debuttarono anche nel successivo evento speciale della federazione, "Wrestle Kingdom 11".